# La Conner
La Conner is een plaats (town) in de Amerikaanse staat Washington, en valt bestuurlijk gezien onder Skagit County. In de plaats is het kunstmuseum Museum of Northwest Art gevestigd.

## Demografie
Bij de volkstelling in 2000 werd het aantal inwoners vastgesteld op 761.
In 2006 is het aantal inwoners door het United States Census Bureau geschat op 791, een stijging van 30 (3.9%).

## Geografie
Volgens het United States Census Bureau beslaat de plaats een oppervlakte van
1,3 km², waarvan 1,1 km² land en 0,2 km² water. La Conner ligt op ongeveer 9 m boven zeeniveau.

## Plaatsen in de nabije omgeving
De onderstaande figuur toont nabijgelegen plaatsen in een straal van 16 km rond La Conner.